# Kanton Coulommiers
Kanton Coulommiers (fr. Canton de Coulommiers) je francouzský kanton v departementu Seine-et-Marne v regionu Île-de-France. Tvoří ho 51 obcí. Před reformou kantonů 2014 ho tvořilo 15 obcí.

## Obce kantonu
od roku 2015:
| - Amillis - Aulnoy - Beautheil - Bellot - Boissy-le-Châtel - Boitron - La Celle-sur-Morin - Chailly-en-Brie - La Chapelle-Moutils - Chartronges - Chauffry - Chevru - Choisy-en-Brie - Coulommiers - Dagny - Doue - La Ferté-Gaucher | - Giremoutiers - Hautefeuille - Hondevilliers - Jouy-sur-Morin - Lescherolles - Leudon-en-Brie - Maisoncelles-en-Brie - Marolles-en-Brie - Mauperthuis - Meilleray - Montdauphin - Montenils - Montolivet - Mouroux - Orly-sur-Morin - Pézarches - Rebais | - Sablonnieres - Saint-Augustin - Saint-Barthélemy - Saint-Cyr-sur-Morin - Saint-Denis-les-Rebais - Saint-Germain-sous-Doue - Saint-Léger - Saint-Mars-Vieux-Maisons - Saint-Martin-des-Champs - Saint-Ouen-sur-Morin - Saint-Rémy-la-Vanne - Saint-Siméon - Saints - Touquin - La Trétoire - Verdelot - Villeneuve-sur-Bellot |

před rokem 2015:
- Aulnoy
- Beautheil
- Boissy-le-Châtel
- La Celle-sur-Morin
- Chailly-en-Brie
- Coulommiers
- Faremoutiers
- Giremoutiers
- Guérard
- Maisoncelles-en-Brie
- Mauperthuis
- Mouroux
- Pommeuse
- Saint-Augustin
- Saints